# SH-01H
ドコモ スマートフォン AQUOS ZETA SH-01H（ドコモ スマートフォン アクオス ゼータ エスエイチゼロイチエイチ）は、シャープによって開発された、NTTドコモの第4世代移動通信システム（PREMIUM 4G）・第3.9世代移動通信システム（Xi）・第3世代移動通信システム（FOMA）対応端末である。ドコモ スマートフォン（第2期）のひとつ。

## 概要
SH-03Gの後継機種で、NTTドコモの2015年冬モデルでは唯一の受信最大300Mbpsモデルとなる（2016年4月からは、337.5Mbps対応）
なお、先代機種がオクタコアを採用していたのに対しこちらはヘキサコアを採用している。
新設計のハイスピードIGZO液晶を搭載しており、激しい動きに対しても残像を出さずに滑らかな表現が可能となっている。
赤外線通信には非対応。
キャッチコピーは「美と知性を究めた300Mbps（→337.5Mbps）通信ハイスピードAQUOS。」。

## 主な機能
| 主な対応サービス                                                      | 主な対応サービス                                      | 主な対応サービス                     | 主な対応サービス                                                  |
| --------------------------------------------------------------------- | ----------------------------------------------------- | ------------------------------------ | ----------------------------------------------------------------- |
| タッチパネル/加速度センサー                                           | PREMIUM 4G/Xi/FOMAハイスピード/VoLTE                  | Bluetooth                            | DCMX/おサイフケータイ/NFC/かざしてリンク/赤外線/トルカ            |
| ワンセグ/フルセグ/モバキャス                                          | メロディコール                                        | テザリング                           | WiFi IEEE802.11a/b/g/n/ac                                         |
| GPS                                                                   | ドコモメール/電話帳バックアップ                       | デコメール/デコメ絵文字/デコメアニメ | iチャネル                                                         |
| エリアメール/ソフトウェアーアップデート自動更新/生体認証 (指紋／虹彩) | デジタルオーディオプレーヤー(WMA・MP3他)/ハイレゾ音源 | GSM/3Gローミング(WORLD WING)         | フルブラウザ/Flash Player                                         |
| Google Play/dメニュー/dマーケット                                     | Gmail/Google Talk/YouTube/Picasa                      | バーコードリーダ/名刺リーダ          | ドコモ地図ナビ/ドコモ ドライブネット/Google Maps/ストリートビュー |

## 歴史
- 2015年9月30日 - NTTドコモより公式発表。
- 2015年10月29日 - NTTドコモより発売開始。
- 2016年6月21日 - Android 6.0にアップデート。
- 2017年6月8日 - Android 7.0にアップデート。

## アップデート・不具合など
2015年11月18日のアップデート
- 電源起動時、「AQUOS」画面が表示されたままフリーズする場合がある不具合を修正。
- ビルド番号が01.00.01から01.00.04になる。

2016年2月15日のアップデート
- 特定のエラーメッセージが表示され、正常に操作できない場合があるという不具合を修正。
- ビルド番号が01.00.01、01.00.04から01.00.05になる。

2016年2月22日のアップデート
- まれに特定のエラーメッセージが表示され正常に操作できないという不具合を修正。
- 上記の2016年2月15日のアップデートで発生したNOTTVアプリが起動できない不具合を修正。
- ビルド番号が01.00.01、01.00.04、01.00.05から01.00.06になる。